# Techelsdorf
Techelsdorf là một đô thị thuộc huyện Rendsburg-Eckernförde, trong bang Schleswig-Holstein, nước Đức. Đô thị Techelsdorf có diện tích 4,35 km², dân số thời điểm 31 tháng 12 năm 2006 là 154 người.